# 1174 هـ
1174 هـ هي سنة في التقويم الهجري امتدت مقابلةً في التقويم الميلادي بين سنتي 1760 و1761.

## أحداث
في هذه السنة اغتيل أمير عنيزة والجناح بإقليم القصيم في المملكة العربية السعودية هو الأمير رشيد بن عامر بن وديس بن شائع بن صعب الجناحي الخالدي وقد قتله منافسوه على الإمارة وهم آل فضل من سبيع وفي عام 1201 هـ جلا آل رشيد من عنيزة وهاجروا إلى بغداد ومن سلالة الأمير رشيد العامر الأمير/سليمان بن حسن بن سليمان بن حسن بن إبراهيم الرشيد وهو من شجعان عقيل أهل نجد في العراق وهو الذي اغتال سليمان الغنام شيخ عقيل أهل العارض الذي حاول أن يتزعم على عقيلات نجد في بغداد وذلك في سنة 1258 هجري ومن سلالة الأمير رشيد أيضا الأمير/علي السليمان الرشيد (المعروف في الوثائق والكتب التاريخية بـ علي السليمان) الذي اغتاله نجيب باشا والي بغداد وهو أمير على عقيلات القصيم في بغداد ومن أحفاد الأمير رشيد أيضا الشيخ حسن السليمان آل حسن الرشيد وهو كبير العقيلات في بغداد في وقته وأخواله آل بليهد أهل القرعاء في القصيم وقد توفي في عام 1350 هجرية ومن أحفاده أيضا الشيخ سليمان الحسن الرشيد الذي ولد في عام 1326 في بريدة وأخواله آل الجلاجل أمراء سدير من قبل الدولة السعودية الأولى وكان الشيخ سليمان من مربي الخيول العربية الأصيلة وقد أسس بدوره مربط جلالة الملك عبد العزيز للخيول العربية الأصيلة في ديراب غرب مدينة الرياض وهو من مؤسسي نادي الفروسية بالرياض ومن أكبر رجالات الخيل في المملكة العربية السعودية وبعد وفاته في سنة 1410 هجرية أمر خادم الحرمين الشريفين الملك عبد الله بن عبد العزيز بتكريم جهود الشيخ سليمان في تخصيص شوط وجائزة باسم الشيخ سليمان بن حسن آل حسن في نادي الفروسية بالرياض وتقام هذه الجائزة سنويا ومن نسل الأمير رشيد الأميرة/نورة بنت حسن السليمان الحسن آل رشيد وهي إحدى زوجات الملك عبد العزيز آل سعود وقد تزوجها في سنه 1340 هـ ولم تنجب منه وتزوجت أيضا الأمير عبد العزيز بن مساعد بن جلوي آل سعود وهو أحد قادة جيوش الملك عبد العزيز وتولى إمارة منطقة القصيم ولم تنجب منه أيضا ومن ثم تزوجت أحد أبناء عمها من أسرة الربدي وهو الشيخ عبد العزيز بن عبد الله الربدي الرشيد الجناحي وأنجبت عدة أبناء وبنات ومنهم الشيخ إبراهيم العبد العزيز الربدي أحد وجهاء منطقة القصيم وعضو مجلس الشورى